# Burak Balcı
Burak Can Balcı (* 26. Januar 1994 in Manisa) ist ein türkischer Fußballspieler.

## Karriere

### Verein
Balcı begann in der Jugend von Manisa Yüzevler SK mit dem Vereinsfußball und wechselte 2006 in die Jugend von Manisaspor. Hier erhielt er zwar 2009 einen Profivertrag, jedoch spielte er vier weitere Spielzeiten für die Jugend- bzw. Reservemannschaft des Vereins. 
Im Frühling 2013 wurde er vom neuen Cheftrainer Reha Erginer in den Profikader aufgenommen und gab in der Ligapartie der Saison 2013/14 gegen MKE Ankaragücü sein Profidebüt.
Für die Rückrunde der Spielzeit 2013/14 wurde Balcı an den Istanbuler Klub Bayrampaşaspor ausgeliehen.

### Nationalmannschaft
Balcı durchlief mehrere türkische Jugendnationalmannschaften.